# Holovanivka, Bilohirsk
Holovanivka (în ucraineană Голованівка) este un sat în comuna Krînîcine din raionul Bilohirsk, Republica Autonomă Crimeea, Ucraina.

## Demografie
Componența lingvistică a localității Holovanivka
     Rusă (72,73%)
     Tătară crimeeană (14,58%)
     Ucraineană (11,32%)
     Alte limbi (0,34%)
Conform recensământului din 2001, majoritatea populației localității Holovanivka era vorbitoare de rusă (72,73%), existând în minoritate și vorbitori de tătară crimeeană (14,58%) și ucraineană (11,32%).